# Кир Силуан
Силуан, тј. кир Силуан (XIV в.), српски средњовековни песник и писац. 

## Живот и дело
Силуан је аутор стихова за Синаксар светог Саве и за Синаксар светог Симеона, испеваних у византијском дванаестерцу. Није довољно разјашњен однос између ових стихова и самих синаксара, као ни време њиховог настанка. Седам стихова посвећених Сави представљају највиши домет склада између садржине и форме у српској средњовековној поезији. Приписује му се и збирка писама Епистолије кир Силуанове, сачувана само у једном рукопису, „Зборнику манастира Савине“, из 1418. Збирка садржи 9 писама (претпоставља се да их је било више), која су прожета рефлексијама о пролазности живота и трајним вредностима божанске љубави. Писане гномичним, тешко разумљивим песничким стилом, ове посланице (епистолије) део су стварне преписке из времена између 1363. и 1371. Савински рукопис један је од многих исихастичких зборника којима је византијска подвижничка литература преношена у српску књижевност. Аутор је и једне Пасхалије, писане 1355/56.

## Превод на савремени српски језик
- Стихови Синаксара светог Саве; Стихови Синаксара светог Симеона; Епистолије кир Силуанове, у: „Шест писаца ХIV века“, избор, данашња језичка верзија и редакција Димитрије Богдановић. Београд, Просвета, СКЗ, 1986, Стара српска књижевност у 24 књиге, књ. 10.